# Robert Simpson (compositeur)
Pour les articles homonymes, voir Robert Simpson et Simpson.
Œuvres principales
- Symphonie no 9
- Symphonie no 2
- Symphonie no 6
- Quatuor à cordes no 3

Robert Wilfred Levick Simpson est un compositeur britannique  né à Royal Leamington Spa (Angleterre) le 2 mars 1921, mort à Tralee (Irlande), le 21 novembre 1997 à 76 ans.

## Biographie
D'abord attiré par la médecine, Robert Simpson se tourne ensuite vers la musique. Il étudie l'harmonie et le contrepoint avec Herbert Howells de 1942 à 1946. Il travaillera pendant trente ans pour la BBC, avant de donner sa démission pour des désaccords de programmation. Simpson est avant tout un symphoniste, il a composé pas moins de onze symphonies. Il est par ailleurs l'auteur de plusieurs ouvrages musicologiques sur Carl Nielsen, Jean Sibelius, Anton Bruckner et Beethoven. L'influence la plus marquante de son style est celle du danois Carl Nielsen, notamment visible dans ses symphonies, par l'usage de la polytonalité évolutive.
L'astéroïde (4788) Simpson porte son nom.

## Principales œuvres

### Symphonies
- Symphonie nº 1 (1951), thèse de doctorat devant l'Université de Durham
- Symphonie nº 2 (1955–1956), dédiée à Anthony Bernard
- Symphonie nº 3 (1962), dédiée à Havergal Brian
- Symphonie nº 4 (1970–1972), commandée par le Hallé Orchestra
- Symphonie nº 5 (1972), dédiée à l'Orchestre symphonique de Londres
- Symphonie nº 6 (1977), dédiée au gynécologue Ian Craft
- Symphonie nº 7 (1977), dédiée à Hans Keller et à son épouse, l'artiste Milein Cosman
- Symphonie nº 8 (1981), dédiée au peintre Anthony Dorrell
- Symphonie nº 9 (1985–1987), dédiée à son épouse, Angela
- Symphonie nº 10 (1988), dédiée à Vernon Handley
- Symphonie nº 11 (1990), dédiée à Matthew Taylor (en)

### Concertos
- Concerto pour violon (1959), dédié au violoniste Ernest Element.
- Concerto pour piano (1967), écrit pour le pianiste John Ogdon.
- Concerto pour flûte (1989), commandé par et dédié à la flûtiste Susan Milan.
- Concerto pour violoncelle (1991), commandé par et dédié au violoncelliste Raphael Wallfisch.

### Musique de chambre
Quatuors à cordes
- Quatuor à cordes nº 1 (1951–52)
- Quatuor à cordes nº 2 (1953)
- Quatuor à cordes nº 3 (1953–54)
- Quatuor à cordes nº 4 (1973)
- Quatuor à cordes nº 5 (1974)
- Quatuor à cordes nº 6 (1975)
- Quatuor à cordes nº 7 (1977)
- Quatuor à cordes nº 8  (1979)
- Quatuor à cordes nº 9 (1982)  32 Variations and Fugue on a Theme of Haydn
- Quatuor à cordes nº 10 (1983)
- Quatuor à cordes nº 11 (1984)
- Quatuor à cordes nº 12 (1987)
- Quatuor à cordes nº 13 (1989)
- Quatuor à cordes nº 14 (1990)
- Quatuor à cordes nº 15 (1991)

Autres œuvres de musique de chambre
- Quintette avec clarinette (1968)
- Sonate pour violon (1984)
- Trio à cordes (1987)
- Quintette à cordes nº 1 (1987)
- Quintette à cordes nº 2 (1995)
- Quatuor pour cor, piano, violon et violoncelle (1976)

### Piano
- Sonate pour piano (1946)
- Variations et final sur un thème de Haydn, pour piano (1948)